# Torrinha do Castelo

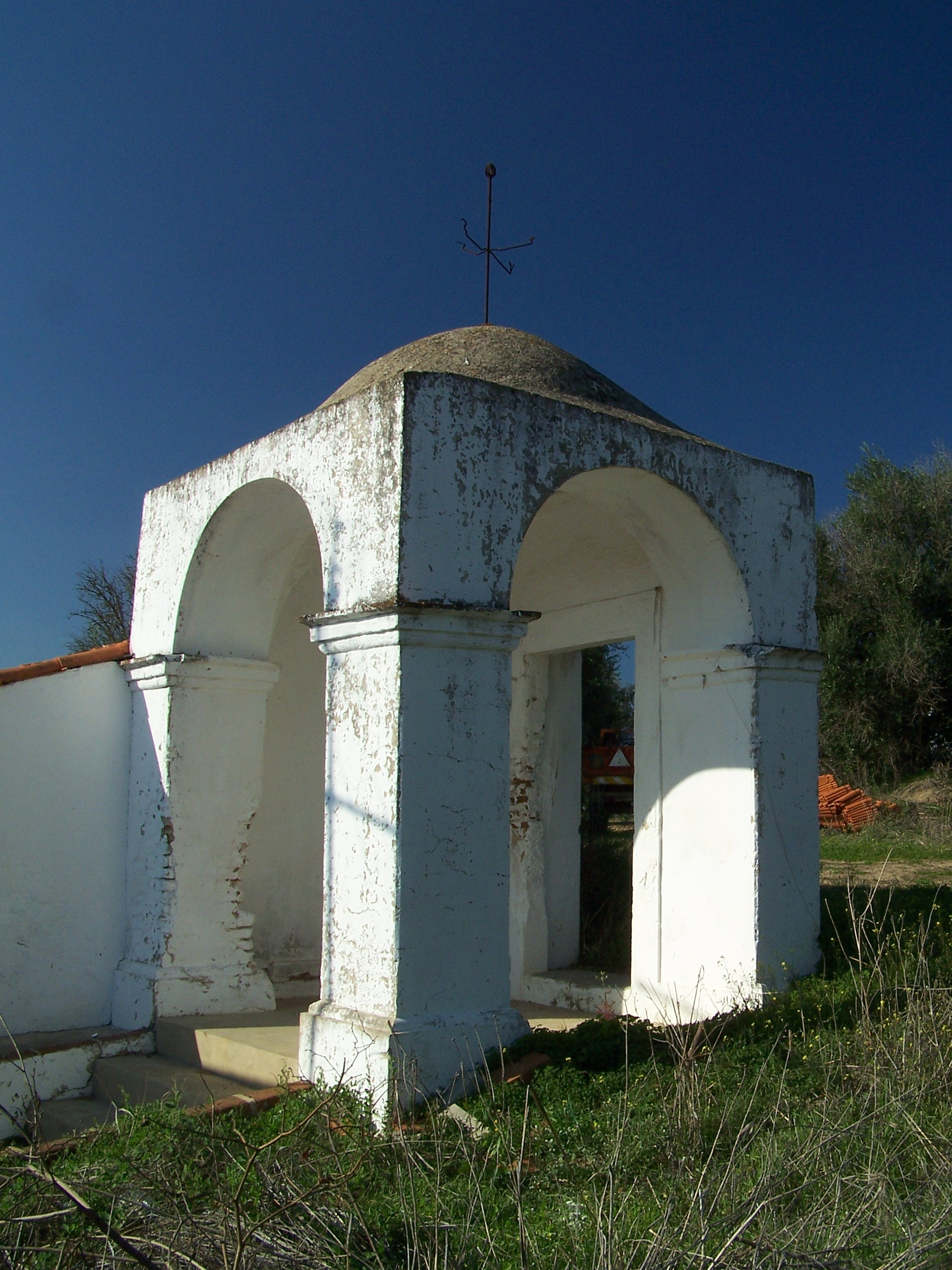
Torrinha do Castelo, Cabeção

A Torrinha do Castelo é uma pequena capela situada na freguesia de Cabeção, município de Mora (Portugal).
Diz-se que foi neste local que terá nascido a agora Vila de Cabeção, que a partir deste ponto se estendeu. Este espaço servia para a celebração religiosa de missas dos frades donatários da Ordem de Avis, quando estavam de passagem por Cabeção para outras localidades.
É um edifício de construção simples, com planta quadrada e composta por quatro arcos.